# Прескот (Канзас)
Прескот (енгл. Prescott) град је у америчкој савезној држави Канзас.

## Демографија
По попису из 2010. године број становника је 264, што је 16 (-5,7%) становника мање него 2000. године.
| Група             | 2000.       | 2010.       |
| Белци             | 272 (97,1%) | 242 (91,7%) |
| Афроамериканци    | 0 (0,0%)    | 2 (0,8%)    |
| Азијати           | 1 (0,4%)    | 0 (0,0%)    |
| Хиспаноамериканци | 6 (2,1%)    | 9 (3,4%)    |
| Укупно            | 280         | 264         |